# Meir Nakar
Meir Nakar (o anche Meir Nacar, in ebraico: מאיר נקר; Gerusalemme, 26 luglio 1926 – Carcere di San Giovanni d'Acri, 29 luglio 1947) è stato membro dell'Irgun, ebbe parte attiva nell'attacco alla prigione di Acri, episodio che inferse una ferita profonda al prestigio britannico e fu dagli stessi Inglesi definito un capolavoro strategico..
Figlio di un modesto ciabattino, all'età di 12 anni lasciò gli studi per contribuire a sostenere la sua famiglia in difficoltà economica. A 17 anni, modificò la data di nascita sul suo certificato per potersi unire all'esercito britannico e combattere contro la Germania nazista. Nel 1946, dopo la seconda guerra mondiale, entrò a far parte dell'Irgun, prima nell'unità di propaganda e poi come un combattente effettivo.
Il 4 maggio 1947, l'Irgun mise in atto un attacco alla cittadella di San Giovanni D'Acri, divenuta con l'occupazione britannica prigione di massima sicurezza, in cui erano detenuti e mandati a morte numerosi ebrei. San Giovanni D'Acri era una cittadella crociata considerata inespugnabile perfino da Napoleone. L'Irgun riuscì a liberare 20 dei suoi membri e sette combattenti del gruppo Lehi. Nonostante il pesante tributo in vite umane, l'azione fu descritta da giornalisti stranieri come "la più grande evasione della storia", mentre nei circoli militari di tutto il mondo fu considerato un "capolavoro di strategia".
In tale operazione, Meir Nakar venne assegnato all'unità di copertura, insieme a Yaakov Weiss e Avshalom Haviv. I tre giovani combattenti furono catturati dai soldati britannici. Il processo ebbe inizio il 28 maggio e la condanna a morte fu pronunciata il 16 giugno.
Al processo, Nakar lanciò un coraggioso atto di sfida ai giudici della potenza straniera occupante: "La fiamma della rivolta si sta diffondendo in tutto il Paese e fuori ... Che ruolo sta giocando la Gran Bretagna in questa generazione, ora che l'assassino di ebrei berlinese è stato sconfitto? Non rimane solo la Gran Bretagna l'unico paese al mondo che, come Stato, sta uccidendo degli ebrei? Non è la sola Gran Bretagna a detenere decine di migliaia di ebrei nei campi di concentramento? Viva la nazione di Israele! Viva la patria ebraica! Viva la libertà! "
Quando la madre di Meir Nakar giunse in visita alla prigione, lui le indicò il suo amico Yaakov Weiss che aveva bisogno di conforto più di lui, avendo perduto l'intera famiglia nei lager nazisti. Perciò la pregò di condividere un po' del suo tempo anche con lui.
Intanto l'Irgun, presi in ostaggio due sergenti britannici a Netanya, minacciava di ucciderli se Nakar e i suoi compagni fossero stati mandati a morte. Gli Inglesi senza pietà dei loro propri soldati impiccarono il 29 luglio i tre combattenti ebrei. Tutti e tre montarono sul patibolo con dignità cantando l'Hatikvah, quello che l'anno dopo sarebbe divenuto l'inno del rinato Stato di Israele.
In seguito all'esecuzione di Nakar, Weiss e Haviv, l'Irgun impiccò i due sergenti britannici in una foresta. Questo episodio scatenò lo sdegno in tutta la Gran Bretagna, verso un Governo incapace di proteggere i propri soldati, e a gran voce fu chiesto il ritiro dell'occupazione del Mandato di Palestina.
In seguito, il Sunday Times di Londra scrisse: "Se c'è un evento che ci ha costretti a lasciare Israele, permettendo agli Ebrei di creare uno Stato ebraico, è stata la resistenza ribelle di questi giovani ebrei condotti al patibolo. Si può dire che, dopo duemila anni, lo Stato ebraico è risorto sul collo rotto di chi voleva mandarlo al patibolo "